# 권민정
권민정(초선, 1993년 2월 9일 ~ )은 대한민국의 가수이다.

## 개요
트로트 걸그룹 '오로라'의 일원으로 활동하다가 2015년 솔로 트로트 가수로 전향하였다. 2020년 12월 18일 KBS 2TV '트롯 전국체전'에 참가하여 눈부신 미모를 드러내며 주현미의 <비 내리는 영동교>를 불러 후보선수가 된 뒤 '글로벌' 지역 선수로 본선에 참가하였다. 대학에서 보컬을 전공하면서 보컬 트레이너로 개인 레슨을 했다. 2024년 7월 14일 '초선'으로 예명을 바꾸었다.

## 학력
- 백송고등학교 졸업
- 한양여자대학교 실용음악학과(보컬 전공) 휴학중

## 경력
- 2012년 ~ 2014년 트로트 걸그룹 '오로라' 멤버
- 2023.06.21. ~ 트로트 가수 축구단 《FC트롯퀸즈》 선수

## 음반
- 2015년 정규 1집 떨려떨려 / 여자에요
- 2015년 정규 2집 들었다 놨다 / 루비루비
- 2017년 정규 3집 나이를 먹은 걸까
- 2020.07.30. 충주 복숭아 CM송, 싱글 《싹쓰리 뽕숭아》
- 2022년 미스터

## 수상
- 2015년 《MBC가요베스트 대제전》 신인가수상

## 방송
- 2020.12.19. KBS 2TV 《트롯 전국체전》3회, <비 내리는 영동교>(주현미), 6스타, 후보선수, 글로벌 지역
- 2020.12.26. KBS 2TV 《트롯 전국체전》 4회, 글로벌 지역, 3라운드 진출 - 오마이갓김치 팀 미카&갓스/권민정/이시현, <노란 샤쓰의 사나이>(한명숙)

## 공연
- 2017.05.12. 2017 방방곡곡문화공감 문예회관 기획공연 《내 나이가 어때서 = 김제》 (김제문화예술회관 대공연장)[2]

## 기타
- MBTI : ESFP[3]
- 신체 : 키 168cm
- 좋아하는 색 : 핑크